# Wünschdirwas (Album)
Wünschdirwas ist das zweite Studioalbum des Berliner Rappers Teesy. Es erschien am 15. Juli 2016 beim Label Chimperator Productions. Unter anderem ist Cro auf dem Album mit zwei Gastbeiträgen vertreten.

## Hintergrund
Nach der Veröffentlichung seines vorherigen Albums Glücksrezepte im Jahr 2014, welches den ersten kommerziellen Erfolg seiner Laufbahn darstellte, kündigte er am 15. April 2016 das Release-Datum seines neuen Albums an. Zudem wurde die Titelliste veröffentlicht. Das Musikvideo zu der ersten Singleauskopplung Jackpot wurde am 24. Mai auf YouTube bereitgestellt.
Die Wünschdirwas-Tour sollte ursprünglich im Oktober 2016 stattfinden, wurde aber auf Februar und März 2017 verschoben.

## Titelliste
| #  | Titel                  | Länge |
| -- | ---------------------- | ----- |
| 1  | Wünsch Dir was         | 3:27  |
| 2  | Beim zweiten Mal       | 4:06  |
| 3  | Elisabeth              | 3:32  |
| 4  | Jackpot (feat. Cro)    | 3:24  |
| 5  | Draußen                | 3:56  |
| 6  | Böse                   | 3:59  |
| 7  | Ohne dich              | 5:15  |
| 8  | Nie mehr               | 4:16  |
| 9  | S.C.G.A.               | 4:38  |
| 10 | Wen rufst du Nachts an | 5:03  |
| 11 | Blind (feat. Cro)      | 3:43  |
| 12 | VW Bus                 | 2:57  |
| 13 | Ein Wort               | 3:54  |
| 14 | Hol es nach Haus       | 5:17  |

## Rezeption
| Professionelle Bewertungen | Professionelle Bewertungen |
| -------------------------- | -------------------------- |
| Kritiken                   |                            |
| Quelle                     | Bewertung                  |
| laut.de                    | [ 6 ]                      |
| Backspin                   | [ 7 ]                      |
| rappers.in                 | [ 8 ]                      |

Das Album erhielt gemischte Kritiken. So urteilt das Online-Magazin Laut.de:

„Teesy greift auch beim Nachfolger seiner Glücksrezepte noch tief in die Kitschkiste. […] Auch wenn in der zweiten Hälfte die Schwermut Überhand gewinnt, handelt es sich bei ‚Wünschdirwas‘ noch immer um ein Album für verkappte Disneyprinzessinen und Sonntagsbruncher. Trotzdem hat Teesy die Hürde des zweiten Albums mit ordentlich Anlauf und Bravour genommen und schreitet mit großen Schritten Richtung Deutschpop-Olymp.“

Das Hip-Hop-Magazin Backspin sieht das Album aus einem positiven Blickwinkel und schreibt unter anderem:

„Wünschdirwas schließt beinahe nahtlos an den Vorgänger an. Wer also große Überraschungen erwartet wird mit dem Album nicht unbedingt glücklich werden, Fans der vorherigen Projekte kommen allerdings voll auf ihre Kosten.“

Und der Rezensent Lasse Golenia von dem Portal rappers.in resümiert abschließend:

„Teesy ist nicht nur Rapper, der in seinen Tracks den Text in den Vordergrund rückt. Nein – das Chimperator-Signing ist vor allem Musiker, sodass man auch gerne mal auf die komplizierteste Reimkette verzichten darf, solange am Ende der gewünschte Effekt auftritt.“